# Leptoneta lingqiensis
Leptoneta lingqiensis är en spindelart som beskrevs av Chen, Shen och Gao 1984. Leptoneta lingqiensis ingår i släktet Leptoneta och familjen Leptonetidae. Inga underarter finns listade i Catalogue of Life.